# بولشوی زلنچوک
بولشوی زلنچوک (انگلیسی: Bolshoy Zelenchuk) یک رودخانه در سرزمین استاوروپول کشور روسیه است.